# Escola Normal
L'escola normal és una institució educativa encarregada de la formació de professors ja sigui per a l'educació bàsica o secundària. El seu propòsit és establir les normes d'ensenyança, d'aquí el seu nom.

## Història
El 1685, St. Joan-Baptiste de La Salle, fundador de l'Institut dels Germans de les Escoles Cristianes, va fundar el que es considera generalment la primera escola normal, l'École Normale, a Reims, Xampanya, França.
L'origen del terme escola normal és de començament del segle xix del francès École Normale Supérieure entenent-se com a escola model. Com indica el decret del 9 de bromari de l'any III (30 de novembre de 1794) impulsat per Dominique-Joseph Garat basant-se en una iniciativa de Joseph Lakanal i inicià les seves activitats el gener de 1795.
| « | Il sera établi à Paris une École normale, où seront appelés, de toutes les parties de la République, des citoyens déjà instruïts dans les sciences utiles, pour apprendre, sous les professeurs les plus habiles dans tous les genres, l'art d'enseigner. S'establirà a París a una Escola normal, on es requeriran, de totes les parts de la República, dels ciutadans ja informats en les ciències útils, per a aprendre, per mig dels professors més hàbils en totes les classes, l'art d'ensenyar. | » |
| — decret del 9 de bromari de l'any III, article 1, Comité d'Instrucció Pública de la Convenció Nacional | |   |

El concepte francès d'escola normal era el de subministrar una escola model amb aules model per a ensenyar pràctiques model de pedagogia o instrucció als seus estudiants - professors. Per a realitzar això havia de proveir un model el qual els futurs professors (o preceptors o normalistes) pogueren observar i practicar l'ensenyança amb nens. En el mateix local es trobaven els alumnes, els estudiants - professors i els professors. Tot i tenir les característiques d'una escola laboratori era també una escola oficial d'educació primària o secundària.

## L'Escola Normal de la Generalitat de Catalunya
L'Escola Normal de la Generalitat de Catalunya fou una institució pedagògica per a la formació de mestres creada el 1931 pel Consell de Cultura de la Generalitat de Catalunya i que va ser dissolta el 1939 en acabar la Guerra Civil espanyola.
Un cas històric pels antecedents documentats que hi ha és l'Escola Normal de Girona.